# Alaruasa lepida
Alaruasa lepida är en insektsart som först beskrevs av Maximilian Spinola 1839.  Alaruasa lepida ingår i släktet Alaruasa och familjen lyktstritar. Inga underarter finns listade i Catalogue of Life.